# Zopherus woodgatei
Zopherus woodgatei es una especie de coleóptero de la familia Zopheridae.

## Distribución geográfica
Habita en Nuevo México (Estados Unidos).